# لي ارتشر
لي ارتشر (بالإنجليزية: Lee Archer)‏ (6 نوفمبر 1972 ببرستل في المملكة المتحدة - ) هو لاعب كرة قدم بريطاني في مركز الوسط. لعب مع روشدين ودايموندز ونادي بريستول روفيرز ويوفل تاون ونادي غلوستر سيتي.

## وصلات خارجية
- لي ارتشر على موقع قاعدة بيانات كرة القدم.إي يو (الإنجليزية)
- لي ارتشر على موقع Soccerbase.com (لاعب) (الإنجليزية)